# Bolyai-kályha

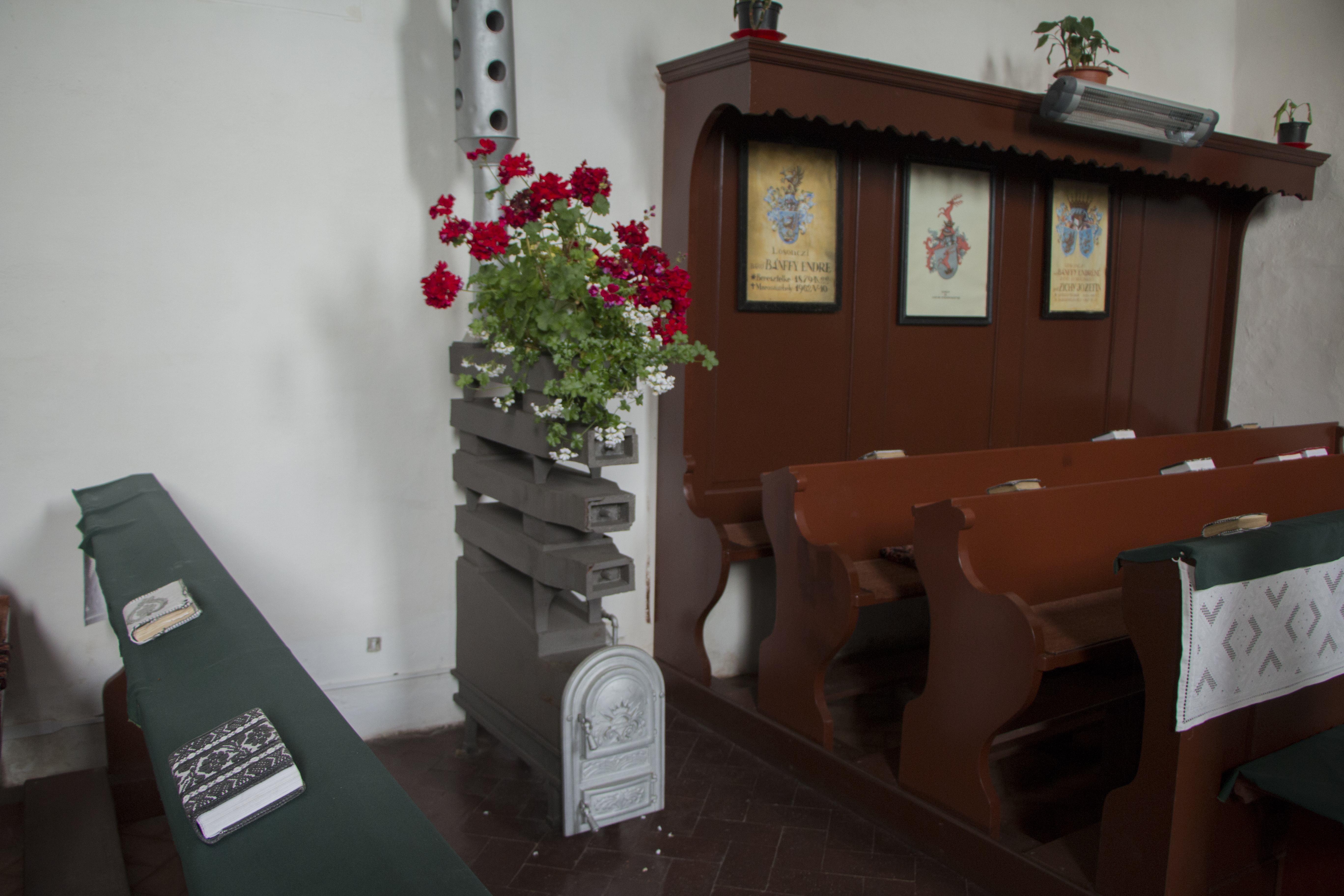
Bolyai-kályha az aranyosgerendi református templomban (Miholcsa Gyula felvétele)

A Bolyai-kályha vagy -kemence Bolyai Farkas által tervezett gazdaságos kályha. 

## Története
Bolyai Farkast már fiatal korában foglalkoztatta a gondolat, hogyan lehetne fakímélő kályhákat készíteni. Első gondolata az volt, hogy a füstöt spirálisan felcsavart csőben lehetne elvezetni, akkor a hőleadási felütet nagyobb lenne. Erről maga írta később, hogy „legelső gondolatom volt a füstet sróf csőken vinni, még beretválatlan koromban.”  Kéttucatnyi hasonló terve maradt fenn kemencetani kézirataiban, amelyeket sokáig elveszettnek tudtak, mígnem Oláh Anna marosvásárhelyi tanárnő meg nem találta a Teleki Tékában, és 2015-ben ki nem adta. Ezen ötletek közül Bolyai Farkas többet meg is valósított. Ezek cserépből, fajanszból vagy öntöttvasból készültek. 
Erdélyben az elmúlt kétszáz évben nagyon elterjedtek voltak a Dániel-kályhák vagy -kemencék, amelyek nagyon hasonlóak a nagy hatásfokú Bolyai-kályhákra, és nem kizárt, hogy maga Bolyai Farkas nevezte el ezeket a bibliai Dániel próféta története alapján.
„Híressé  vált, aprólékos műgonddal megtervezett kályhaszerkezetei egyidejűleg szolgáltak sütésre, főzésre, több helyiség  melegítésére, aszalásra, de még számos más hasznuk is volt. Zseniális újítást eszközöl a kályhákon: beépít egy olyan pléh csövet, amelynek egyik vége a kéménybe, a másik egy szellőztetendő helyiségbe nyúlik, a felfelé áramló meleg levegő lehetővé teszi a „rossz lég“ kiszippantását a beteg ember szobájából, pipafüstös helyiségből, a  kollégiumi osztálytermekből, elkerülve így a szellőztetéssel járó hőveszteséget.” 
Bolyai-kályhák  (illetve Dániel-kályhák) ma is vannak Erdélyben. A marosvásrhelyi Teleki Tékában ki van 
állítva két Bolyai-kályha, amelyek nem működőképesek. De vannak működő kályhák is, mint például az aranyosgerendi református templomban. Oláh Anna az 1980-as években még több működő Bolyai-kályhát talált Erdélyben.

## Bolyai-kályhák a marosvásárhelyi Teleki–Bolyai Könyvtárban

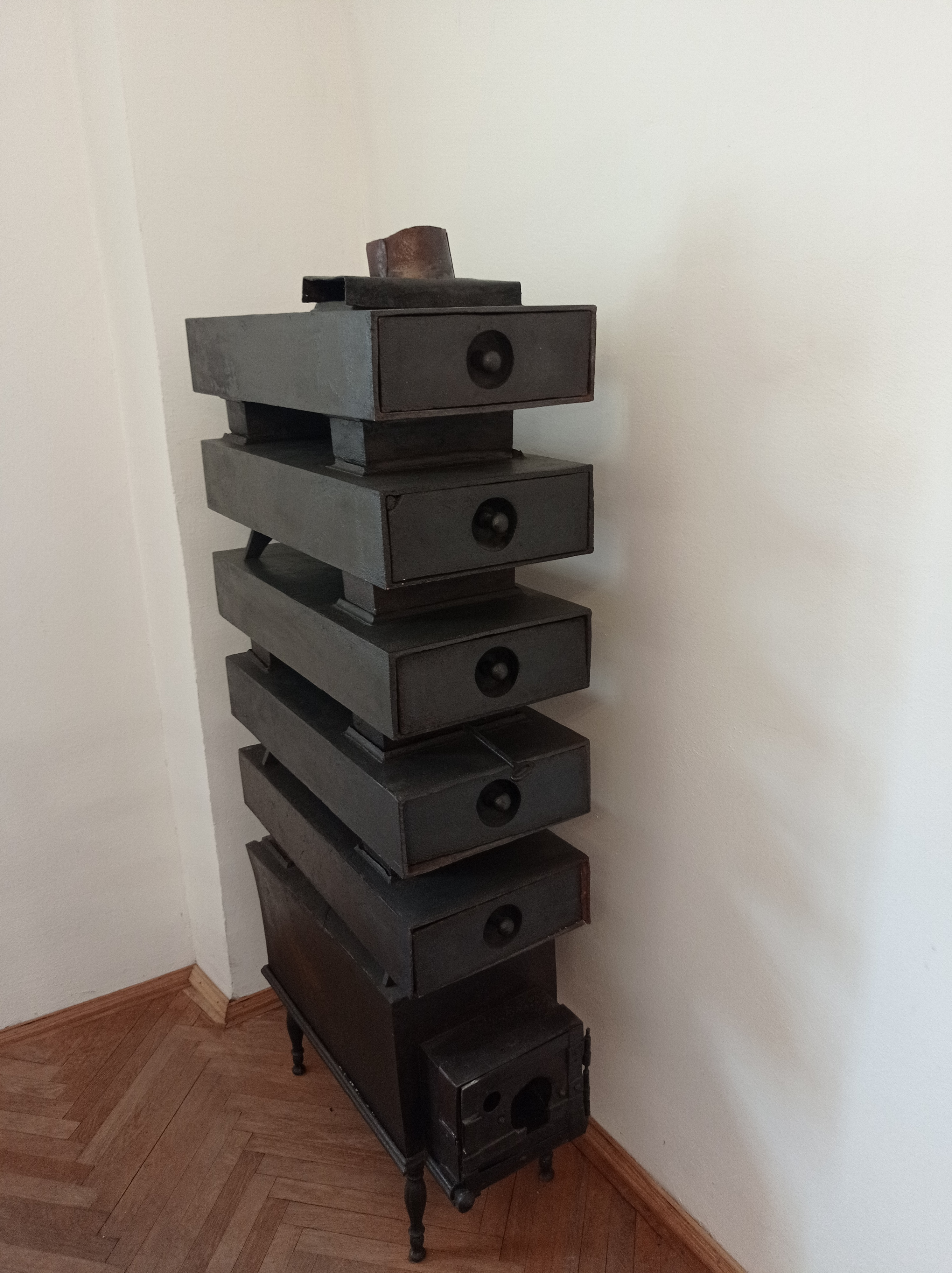
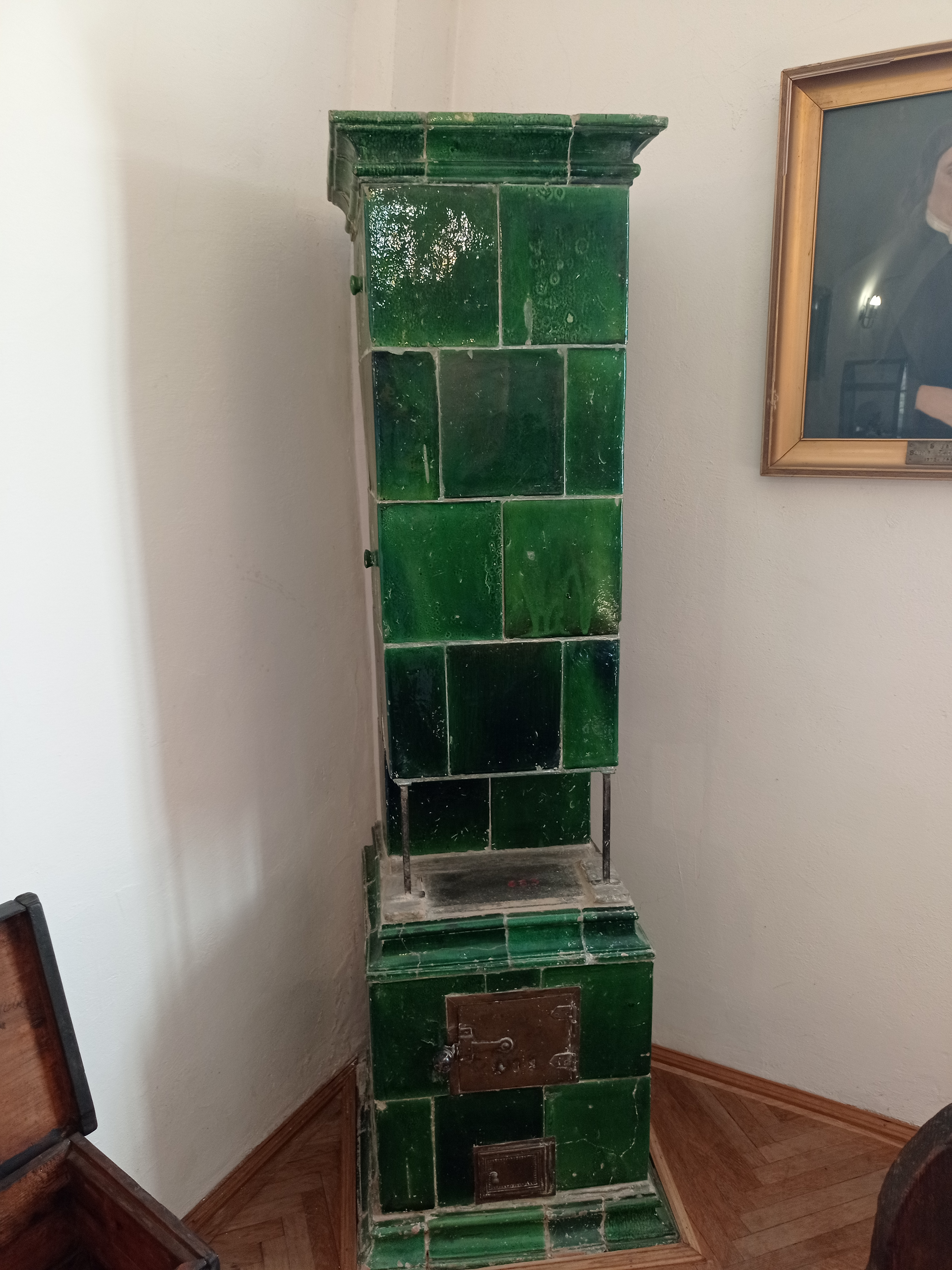